# NWA International Tag Team Championship (Calgary Version)
Lo Stampede Wrestling International Tag Team Championship, nato come NWA International Tag Team Championship (Calgary Version) è stato un titolo della divisione tag promosso dalla Stampede Wrestling, affiliata canadese della National Wrestling Alliance.
Il titolo fu attivo dal 1958 al 1989, anno di chiusura della federazione, e poi dal 2008 al 2008, in un revival della Stampede.

## Storia
Il titolo nacque nel 1958 con il nome di NWA International Tag Team Championship e come alloro massimo della Stampede Wrestling, al tempo affiliata della National Wrestling Alliance, che incoronò Guy e Joe Brunetti come campioni inaugurali. Quando nel 1982 il promoter della Stampede Stu Hart terminò l'affiliazione con la National Wrestling Alliance, portò con sé il titolo, rinominandolo in Stampede Wrestling International Tag Team Championship. La federazione cessò le attività nel 1989, con il titolo che fu contestualmente ritirato.
Nel 2000 Bruce Hart e Ross Hart riportarono in vita la federazione, promuovendo nuovamente il titolo, fino alla definitiva chiusura della Stampede nella primavera del 2008.

## Albo d'oro
| Legenda  |                                                                               |
| -------- | ----------------------------------------------------------------------------- |
| #        | Indica il numero del regno titolato                                           |
| Regno    | Viene indicato il numero del regno del campione                               |
| Data     | La data in cui il titolo è stato vinto                                        |
| Località | Indica il luogo in cui il titolo è stato vinto                                |
| Note     | Indica notizie particolari riguardanti i cambi di titolo o altre informazioni |

| #                          | Campione                                              | Regno | Data              | Giorni | Località                       | Evento     | Note | Fonti |
| -------------------------- | ----------------------------------------------------- | ----- | ----------------- | ------ | ------------------------------ | ---------- | --- | ----- |
| 1                          | Guy Brunetti e Joe Brunetti                           | 1     | 21 febbraio 1958  | 7      | Calgary, Alberta               | House show | Vincendo uno spareggio per decretare i campioni inaugurali contro Chico Garcia e Gene Kiniski.                                                            |       |
| 2                          | Ivan Kalmikoff e Karol Kalmikoff                      | 1     | 28 febbraio 1958  | 87     | Calgary, Alberta               | House show | |       |
| 3                          | Guy Brunetti e Joe Brunetti                           | 2     | 26 maggio 1958    | 4      | Calgary, Alberta               | House show | |       |
| 4                          | Bill Miller e Ed Miller                               | 1     | 30 maggio 1958    | 21     | Calgary, Alberta               | House show | |       |
| 5                          | Guy Brunetti e Joe Brunetti                           | 3     | 20 giugno 1958    | --     | Calgary, Alberta               | House show | Sconfissero Bil Miller in un handicap match. |       |
| 6                          | Reggie Lisowski e Stan Lisowski                       | 1     | 1958              | --     | --                             | House show | I due iniziarono ad essere promossi come campioni in quanto vincitori di un incontro titolato (probabilmente mai realmente tenutosi) contro i Brunetti    |       |
| 7                          | Chris Tolos e John Tolos                              | 1     | 10 ottobre 1958   | 22     | Calgary, Alberta               | House show | |       |
| 8                          | George Scott e Sandy Scott                            | 1     | 1 novembre 1958   | 90     | Calgary, Alberta               | House show | |       |
| 9                          | Maurice Vachon e Paul Vachon                          | 1     | 30 gennaio 1959   | 56     | Calgary, Alberta               | House show | |       |
| 10                         | Shag Thomas e Mighty Ursus                            | 1     | 27 marzo 1959     | 21     | Calgary, Alberta               | House show | |       |
| 11                         | Maurice Vachon e Paul Vachon                          | 2     | 17 aprile 1959    | 14     | Calgary, Alberta               | House show | |       |
| 12                         | George Scott e Sandy Scott                            | 2     | 1 maggio 1959     | --     | Calgary, Alberta               | House show | Durante questo regno i due detenevano anche la versione di Calgary del NWA Canadian Tag Team Championship.                                                |       |
| —                          | Vacante                                               | —     | luglio 1959       | —      | —                              | —          | Il titolo fu reso vacante quando gli Scott lasciarono il territorio.                                                                                      |       |
| 13                         | Don Kindred e Al Mills                                | 1     | 11 dicembre 1959  | --     | Calgary, Alberta               | House show | In uno spareggio per riassegnare i titoli vacanti contro Luther Lindsay e Maurice Lapointe                                                                |       |
| 14                         | John Foti e Don Kindred (2)                           | 1     | febbraio 1960     | --     | --                             | --         | Mills si infortunò e Kindred scelse Foti come nuovo partner.                                                                                              |       |
| 15                         | Oattem Fisher e Luther Lindsay                        | 1     | 15 aprile 1960    | 42     | Calgary, Alberta               | House show | |       |
| 16                         | Tarzan Tourville e Mighty Ursus (2)                   | 1     | 27 maggio 1960    | 35     | Calgary, Alberta               | House show | |       |
| 17                         | Gypsy Joe e Jim Wright                                | 1     | 1 luglio 1960     | --     | Calgary, Alberta               | House show | |       |
| —                          | Vacante                                               | —     | 1960              | —      | —                              | —          | Il titolo fu reso vacante per motivi non noti. |       |
| 18                         | Guy Brunetti e Joe Brunetti                           | 4     | febbraio 1961     | --     | --                             | --         | I Brunetti furono insigniti del titolo al loro arrivo nel territorio.                                                                                     |       |
| —                          | Vacante                                               | —     | marzo 1961        | —      | —                              | —          | Il titolo fu reso vacante quando i Brunetti lasciarono il territorio.                                                                                     |       |
| 19                         | Nick Bockwinkel e George Scott (3)                    | 1     | 24 novembre 1961  | --     | Calgary, Alberta               | House show | Vinsero un torneo per riassegnare il titolo vacante. |       |
| 20                         | Jack Daniels e Tiny Mills                             | 1     | dicembre 1961     | --     | --                             | House show | |       |
| 21                         | Alberto Torres e Ramon Torres                         | 1     | 8 dicembre 1961   | --     | Calgary, Alberta               | House show | |       |
| 22                         | Nick Bockwinkel (2) e George Scott (4)                | 2     | gennaio 1962      | --     | --                             | House show | |       |
| —                          | Vacante                                               | —     | febbraio 1962     | —      | —                              | —          | Il titolo fu reso vacante quando Bockwinkel lasciò il territorio.                                                                                         |       |
| 23                         | Alexis Bruga e Aldo Bogni                             | 1     | 3 maggio 1962     | 8      | Regina, Saskatchewan           | House show | In un torneo per riassegnare il titolo vacante, sconfissero in finale John Foti e Bill Wright.                                                            |       |
| 24                         | Sandro Kovacs e Czaya Nandor                          | 1     | 11 maggio 1962    | --     | Calgary, Alberta               | House show | Il cambio di titolo fu ripetuto il 17 maggio a Regina. |       |
| —                          | Vacante                                               | —     | 1962              | —      | —                              | —          | Il titolo fu reso vacante per motivi non noti. |       |
| 25                         | Dominic Bravo e Ron Etchison                          | 1     | 18 gennaio 1963   | --     | Calgary, Alberta               | House show | In uno spareggio per riassegnare il titolo contro Jim Wright e Mike Sharpe.                                                                               |       |
| 26                         | Luke Graham e Jim Wright                              | 1     | 1963              | --     | --                             | House show | |       |
| 27                         | Dominic Bravo e Ron Etchison                          | 2     | 14 febbraio 1963  | 14     | Regina, Saskatchewan           | House show | |       |
| 28                         | Jerry Graham e Jim Wright (2)                         | 1     | 28 febbraio 1963  | --     | Regina, Saskatchewan           | House show | |       |
| 29                         | Dominic Bravo e Ron Etchison                          | 3     | marzo 1963        | --     | --                             | House show | |       |
| 30                         | The Destroyer e Jim Wright (3)                        | 1     | 22 marzo 1963     | 21     | Calgary, Alberta               | House show | |       |
| 31                         | Karl Von Schober e Ricky Waldo                        | 1     | 12 aprile 1963    | --     | Calgary, Alberta               | House show | |       |
| 32                         | The Destroyer (2) e Jim Wright (4)                    | 2     | aprile 1963       | --     | --                             | House show | |       |
| Storia del titolo non nota |                                                       |       |                   |        |                                |            | |       |
| 33                         | George Scott (5) e Sandy Scott (3)                    | 3     | ottobre 1963      | --     | --                             | House show | |       |
| 34                         | Art Neilson e Stan Neilson                            | 1     | 26 novembre 1963  | 10     | Edmonton, Alberta              | House show | |       |
| 35                         | George Scott (6) e Sandy Scott (4)                    | 4     | 6 dicembre 1963   | --     | Calgary, Alberta               | House show | |       |
| Storia del titolo non nota |                                                       |       |                   |        |                                |            | |       |
| 36                         | Al Costello e Roy Heffernan                           | 1     | 1964              | --     | --                             | House show | |       |
| Storia del titolo non nota |                                                       |       |                   |        |                                |            | |       |
| 37                         | Bobby Christy e Jerry Christy                         | 1     | gennaio 1967      | --     | --                             | House show | |       |
| 38                         | Karl Von Steiger e Kurt Von Steiger                   | 1     | maggio 1967       | --     | --                             | House show | Durante questo regno il titolo fu saltuariamente promosso con il nome di North American Championship.                                                     |       |
| 39                         | Bobby Christy e Jerry Christy                         | 2     | 16 giugno 1967    | 25     | Calgary, Alberta               | House show | |       |
| —                          | Vacante                                               | —     | 11 luglio 1967    | —      | —                              | —          | Il titolo fu reso vacante a causa di un finale controverso di una difesa titolata contro Bob Sweetan e The Beast                                          |       |
| 40                         | Bob Sweetan e The Beast                               | 1     | 12 luglio 1967    | --     | Calgary, Alberta               | House show | Vinsero uno spareggio per riassegnare il titolo vacante contro i Christy.                                                                                 |       |
| Storia del titolo non nota |                                                       |       |                   |        |                                |            | |       |
| 41                         | Bobby Christy e Jerry Christy                         | 3     | gennaio 1968      | --     | --                             | House show | |       |
| Storia del titolo non nota |                                                       |       |                   |        |                                |            | |       |
| 42                         | Jos Leduc e Paul Leduc                                | 1     | gennaio 1969      | --     | --                             | House show | |       |
| Storia del titolo non nota |                                                       |       |                   |        |                                |            | |       |
| 43                         | Bob Sweetan e The Beast                               | 2     | marzo 1969        | --     | --                             | House show | Non è noto se i due abbiano vinto un incontro titolato o se il titolo sia stato assegnato d'ufficio.                                                      |       |
| 44                         | Bud Osborne e Ray Osborne                             | 1     | 29 marzo 1969     | 3      | Edmonton, Alberta              | House show | |       |
| 45                         | Bob Sweetan (3) e Fred Sweetan                        | 1     | 1 aprile 1969     | 17     | Edmonton, Alberta              | House show | |       |
| 46                         | Bud Osborne e Ray Osborne                             | 2     | 18 aprile 1969    | --     | Calgary, Alberta               | House show | |       |
| Storia del titolo non nota |                                                       |       |                   |        |                                |            | |       |
| 47                         | Bobby Christy e Jerry Christy                         | 4     | 16 dicembre 1969  | 59     | Edmonton, Alberta              | House show | |       |
| 48                         | Bill Dromo e Gil Hayes                                | 1     | 13 febbraio 1970  | 21     | Calgary, Alberta               | House show | |       |
| 49                         | Bobby Christy e Jerry Christy                         | 5     | 6 marzo 1970      | 112    | Calgary, Alberta               | House show | |       |
| 50                         | Gil Hayes (2) e Bob Sweetan (4)                       | 1     | 26 giugno 1970    | 49     | Calgary, Alberta               | House show | |       |
| 51                         | Bobby Christy e Jerry Christy                         | 6     | 14 agosto 1970    | 98     | Calgary, Alberta               | House show | |       |
| 52                         | Paul Peller e Bob Sweetan (5)                         | 1     | 20 novembre 1970  | 98     | Calgary, Alberta               | House show | |       |
| 53                         | Emile Dupre e Bob Lueck                               | 1     | 26 febbraio 1971  | 7      | Calgary, Alberta               | House show | |       |
| 54                         | Paul Peller (2) e Bob Sweetan (6)                     | 2     | 5 marzo 1971      | --     | Calgary, Alberta               | House show | |       |
| —                          | Vacante                                               | —     | aprile 1971       | —      | —                              | —          | Il titolo fu reso vacante quando Sweetan lasciò il territorio.                                                                                            |       |
| 55                         | Earl Black e Tiger Joe Tomasso                        | 1     | giugno 1971       | --     | --                             | House show | In un torneo per riassegnare il titolo vacante. |       |
| —                          | Vacante                                               | —     | 14 luglio 1971    | —      | —                              | —          | Il titolo fu reso vacante in seguito ad un finale controverso di una difesa titolata contro Bill Cody e Dan Kroffat.                                      |       |
| 56                         | Bill Cody e Dan Kroffat                               | 1     | 21 luglio 1971    | 16     | Saskatoon, Saskatchewan        | House show | Vinsero lo spareggio per riassegnare il titolo contro Black e Tomasso.                                                                                    |       |
| 57                         | Earl Black e Tiger Joe Tomasso                        | 2     | 6 agosto 1971     | 56     | Calgary, Alberta               | House show | |       |
| 58                         | Danny Babich e Michel Martel                          | 1     | 1 ottobre 1971    | 14     | Calgary, Alberta               | House show | Il cambio di titolo fu ripetuto il giorno successivo a Edmonton.                                                                                          |       |
| 59                         | Chin Lee e Sugi Sito                                  | 1     | 15 ottobre 1971   | 98     | Calgary, Alberta               | House show | |       |
| 60                         | Dave Ruhl e Tiger Joe Tomasso (3)                     | 1     | 21 gennaio 1972   | 14     | Calgary, Alberta               | House show | |       |
| 61                         | Chin Lee e Sugi Sito                                  | 2     | 4 febbraio 1972   | 80     | Calgary, Alberta               | House show | |       |
| 62                         | Jeff Atcheson e Geoff Portz                           | 1     | 24 aprile 1972    | --     | Lethbridge, Alberta            | House show | |       |
| —                          | Vacante                                               | —     | maggio 1972       | —      | —                              | —          | Il titolo fu reso vacante quando Atcheson lasciò il territorio.                                                                                           |       |
| Storia del titolo non nota |                                                       |       |                   |        |                                |            | |       |
| 63                         | Gil Hayes (3) e Tiger Joe Tomasso (4)                 | 1     | maggio 1972       | --     | --                             | House show | |       |
| —                          | Vacante                                               | —     | luglio 1972       | —      | —                              | —          | Il titolo fu reso vacante quando Hayes lasciò il territorio.                                                                                              |       |
| 64                         | Tor Kamata e Sugi Sito (3)                            | 1     | 15 settembre 1972 | --     | Calgary, Alberta               | House show | In uno spareggio per riassegnare il titolo vacante contro Dan Kroffat e Lenny Hurst                                                                       |       |
| —                          | Vacante                                               | —     | ottobre 1972      | —      | —                              | —          | Il titolo fu reso vacante quando Sito lasciò il territorio.                                                                                               |       |
| Storia del titolo non nota |                                                       |       |                   |        |                                |            | |       |
| 65                         | Lennie Hurst e Danny Kroffat (2)                      | 1     | ottobre 1972      | --     | --                             | House show | |       |
| 66                         | Gil Hayes (4) e Tiger Joe Tomasso (5)                 | 2     | novembre 1972     | --     | --                             | House show | |       |
| 67                         | George Gordienko e Super Hawk                         | 1     | 1 dicembre 1972   | 7      | Calgary, Alberta               | House show | |       |
| 68                         | Danny Babich e Michel Martel                          | 2     | 8 dicembre 1972   | 42     | Calgary, Alberta               | House show | |       |
| 69                         | Lennie Hurst (2) e Danny Kroffat (3)                  | 2     | 19 gennaio 1973   | 21     | Calgary, Alberta               | House show | Il cambio di titolo fu ripetuto il giorno successivo a Edmonton.                                                                                          |       |
| 70                         | Danny Babich e Michel Martel                          | 3     | 9 febbraio 1973   | 37     | Calgary, Alberta               | House show | |       |
| 71                         | Gino Caruso e Bill Cody (2)                           | 1     | 18 marzo 1973     | --     | Calgary, Alberta               | House show | |       |
| —                          | Vacante                                               | —     | aprile 1973       | —      | —                              | —          | Il titolo fu reso vacante per motivi non noti. |       |
| 72                         | Afa Anoa'i e Sika Anoa'i                              | 1     | 25 maggio 1973    | 7      | Calgary, Alberta               | House show | In un torneo per riassegnare il titolo vacante, sconfissero in finale Chati Yokouchi e Yasu Fuji.                                                         |       |
| 73                         | Chati Yokouchi e Yasu Fuji                            | 1     | 1 giugno 1973     | 14     | Calgary, Alberta               | House show | |       |
| 74                         | Bill Cody (3) e Danny Kroffat (4)                     | 2     | 15 giugno 1973    | 49     | Calgary, Alberta               | House show | |       |
| 75                         | Gil Hayes (5) e Benny Ramirez                         | 1     | 3 agosto 1973     | --     | Calgary, Alberta               | House show | |       |
| 76                         | Afa Anoa'i e Sika Anoa'i                              | 2     | agosto 1973       | --     | --                             | House show | |       |
| 77                         | Chati Yokouchi e Yasu Fuji                            | 2     | 7 settembre 1973  | 28     | Calgary, Alberta               | House show | |       |
| 78                         | Bill Cody (4) e Bob Pringle                           | 1     | 5 ottobre 1973    | 92     | Calgary, Alberta               | House show | |       |
| 79                         | Nick Carter e Sweet William                           | 1     | 5 gennaio 1974    | 237    | Edmonton, Alberta              | House show | |       |
| 80                         | Stan Kowalski e Duke Savage                           | 1     | 30 agosto 1974    | 33     | Calgary, Alberta               | House show | |       |
| 81                         | Lennie Hurst (3) e Rick Martel                        | 1     | 2 ottobre 1974    | --     | Regina, Saskatchewan           | House show | |       |
| 82                         | Mike Kelly e Pat Kelly                                | 1     | ottobre 1974      | --     | Regina, Saskatchewan           | House show | |       |
| 83                         | Frankie Laine e Les Thornton                          | 1     | gennaio 1975      | --     | Calgary, Alberta               | House show | |       |
| Storia del titolo non nota |                                                       |       |                   |        |                                |            | |       |
| 84                         | Mr. Hito e John Quinn                                 | 1     | aprile 1975       | --     | --                             | House show | |       |
| —                          | Vacante                                               | —     | maggio 1975       | —      | —                              | —          | Il titolo fu reso vacante in seguito allo split dei campioni.                                                                                             |       |
| 85                         | Gil Hayes (6) e Mr. Hito (2)                          | 1     | 19 settembre 1975 | --     | Calgary, Alberta               | House show | In un torneo per riassegnare il titolo vacante, sconfissero in finale Keith Hart e Bob Pringle                                                            |       |
| 86                         | Ed Morrow e Jerry Morrow                              | 1     | dicembre 1975     | --     | Calgary, Alberta               | House show | |       |
| 87                         | Ripper Collins e Don Gagne                            | 1     | febbraio 1976     | --     | --                             | House show | |       |
| 88                         | Lumberjack Luke e Prince Tapu                         | 1     | aprile 1976       | --     | Calgary, Alberta               | House show | |       |
| 88                         | Baby Bass e Ripper Collins (2)                        | 1     | aprile 1976       | --     | Calgary, Alberta               | House show | |       |
| 89                         | Gama Singh e Crary Stevenson                          | 1     | maggio 1976       | --     | --                             | House show | |       |
| Storia del titolo non nota |                                                       |       |                   |        |                                |            | |       |
| 90                         | Ed Morrow (2) e Gama Singh (2)                        | 1     | giugno 1976       | --     | --                             | House show | |       |
| 91                         | Animal Hamaguchi e Mr. Hito (3)                       | 1     | giugno 1976       | --     | Calgary, Alberta               | House show | |       |
| 92                         | Ed Morrow (3) e Jerry Morrow (2)                      | 2     | 16 agosto 1976    | 39     | Saskatoon, Saskatchewan        | House show | Il cambio di titolo fu ripetuto il 27 agosto a Calgary.                                                                                                   |       |
| 93                         | Ripper Collins (2) e Larry Sharpe                     | 1     | 24 settembre 1976 | 21     | Calgary, Alberta               | House show | |       |
| 94                         | Ed Morrow (4) e Jerry Morrow (3)                      | 3     | 15 ottobre 1976   | --     | Calgary, Alberta               | House show | |       |
| 95                         | Cuban Assassins                                       | 1     | novembre 1976     | --     | --                             | House show | Non è noto chi fossero i wrestler a far parte del tag team.                                                                                               |       |
| 96                         | Leo Burke e Keith Hart                                | 1     | febbraio 1977     | --     | Saskatoon, Saskatchewan        | House show | |       |
| 97                         | Johnathan Boyd e Norman Frederick Charles III         | 1     | marzo 1977        | --     | Saskatoon, Saskatchewan        | House show | |       |
| 98                         | Bobby Burke e Leo Burke (2)                           | 1     | settembre 1977    | --     | --                             | House show | |       |
| 99                         | Mr. Hito (4) e Michel Martel (4)                      | 1     | dicembre 1977     | --     | Edmonton, Alberta              | House show | |       |
| 100                        | Jerry Morrow (4) e George Wells                       | 1     | febbraio 1978     | --     | Calgary, Alberta               | House show | |       |
| 101                        | Cuban Assassin (2) e Norman Frederick Charles III (2) | 1     | 19 marzo 1978     | 33     | Edmonton, Alberta              | House show | |       |
| 102                        | Hubert Gallant e Keith Hart (2)                       | 1     | 21 aprile 1978    | --     | Calgary, Alberta               | House show | |       |
| 103                        | Fidel Castillo e Raul Castillo                        | 1     | agosto 1978       | --     | --                             | House show | |       |
| 104                        | Bret Hart e Keith Hart (3)                            | 1     | novembre 1978     | --     | --                             | House show | |       |
| 105                        | Mr. Hito (6) e Mr. Sakurada                           | 1     | febbraio 1979     | --     | Calgary, Alberta               | House show | |       |
| 106                        | Leo Burke (3) e Keith Hart (4)                        | 2     | 6 aprile 1979     | 7      | Calgary, Alberta               | House show | |       |
| 107                        | Dory Funk Jr. e Larry Lane                            | 1     | 13 aprile 1979    | 85     | Calgary, Alberta               | House show | |       |
| 108                        | Mr. Hito (7) e Mr. Sakurada (2)                       | 2     | 7 luglio 1979     | --     | Edmonton, Alberta              | House show | |       |
| 109                        | Bret Hart (2) e Keith Hart (5)                        | 2     | agosto 1979       | --     | --                             | House show | |       |
| —                          | Vacante                                               | —     | 1979              | —      | —                              | —          | Il titolo fu reso vacante in seguito allo split dei campioni.                                                                                             |       |
| 110                        | Dynamite Kid e Mr. Sekigawa                           | 1     | 21 dicembre 1979  | --     | Calgary, Alberta               | House show | In un torneo per riassegnare il titolo vacante, sconfissero in finale Leo Burke e Hubert Gallant                                                          |       |
| 111                        | Bret Hart (3) e Keith Hart (6)                        | 3     | gennaio 1980      | --     | --                             | House show | |       |
| 112                        | Dynamite Kid (2) e Luke McMasters                     | 1     | 21 marzo 1980     | 7      | Calgary, Alberta               | House show | |       |
| 113                        | Bret Hart (4) e Keith Hart (7)                        | 4     | 28 marzo 1980     | --     | Calgary, Alberta               | House show | |       |
| 114                        | Len Denton e David Patterson                          | 1     | aprile 1980       | --     | --                             | House show | |       |
| —                          | Vacante                                               | —     | maggio 1980       | —      | —                              | —          | Il titolo fu reso vacante quando i detentori lasciarono il territorio.                                                                                    |       |
| 115                        | Dynamite Kid (3) e Kasavudu                           | 1     | 3 giugno 1980     | --     | Regina, Saskatchewan           | House show | In uno spareggio per riassegnare il titolo vacante contro Bret e Keith Hart.                                                                              |       |
| 116                        | Bret Hart (5) e Keith Hart (8)                        | 5     | agosto 1980       | --     | Regina, Saskatchewan           | House show | |       |
| 117                        | Kasavudu (2) e Mr. Sakurada (3)                       | 1     | 5 settembre 1980  | --     | Calgary, Alberta               | House show | |       |
| 118                        | Hercules Ayala e Jim Neidhart                         | 1     | settembre 1980    | --     | --                             | House show | |       |
| 119                        | Bobby Bass (2) e Duke Myers                           | 1     | 7 novembre 1980   | 25     | Calgary, Alberta               | House show | |       |
| 120                        | Bobby Burke (2) e Leo Burke (4)                       | 2     | 2 dicembre 1980   | --     | Creston, Columbia Britannica   | House show | |       |
| 121                        | Duke Myers (2) e Mike Sharpe Jr.                      | 1     | febbraio 1981     | --     | Edmonton, Alberta              | House show | |       |
| 122                        | Duke Myers (3) e Kerry Brown                          | 1     | maggio 1981       | --     | --                             | House show | Quando Sharpe lasciò l'area, Myers scelse Brown come nuovo partner.                                                                                       |       |
| —                          | Vacante                                               | —     | marzo 1982        | —      | —                              | —          | Il titolo fu reso vacante quando Myers e Brown furono coinvolti in un incidente automobilistico.                                                          |       |
| 123                        | Duke Myers (4) e Kerry Brown (2)                      | 2     | 23 marzo 1982     | --     | Regina, Saskatchewan           | House show | In un torneo per riassegnare il titolo vacante, sconfiggendo in finale Leo Burke e David Schultz                                                          |       |
| 124                        | Hercules Ayala (2) e Bruce Hart                       | 1     | maggio 1982       | --     | Regina, Saskatchewan           | House show | |       |
| 125                        | Dynamite Kid (4) e Duke Myers (5)                     | 1     | giugno 1982       | --     | Regina, Saskatchewan           | House show | |       |
| 126                        | Leo Burke (5) e Bret Hart (6)                         | 1     | 19 novembre 1982  | 19     | Calgary, Alberta               | House show | |       |
| 127                        | Duke Myers (5) e Kerry Brown (3)                      | 2     | 8 dicembre 1982   | 93     | Edmonton, Alberta              | House show | |       |
| 128                        | Mr. Hito (8) e Jim Neidhart (2)                       | 1     | 11 marzo 1983     | 182    | Calgary, Alberta               | House show | |       |
| 129                        | Cuban Assassin (3) e Francisco Flores                 | 1     | 9 settembre 1983  | 40     | Calgary, Alberta               | House show | |       |
| 130                        | Bruce Hart (2) e Davey Boy Smith                      | 1     | 19 ottobre 1983   | 131    | --                             | House show | |       |
| 131                        | Danny Davis e Hubert Gallant (2)                      | 1     | 27 febbraio 1984  | 25     | Vancouver, Columbia Britannica | House show | |       |
| —                          | Vacante                                               | —     | 23 marzo 1984     | —      | —                              | —          | Il titolo fu reso vacante in seguito ad un finale controverso di una difesa titolata contro Ben Bassarab e Phil Lafleur.                                  |       |
| 132                        | Dynamite Kid (5) e Davey Boy Smith (2)                | 1     | 31 marzo 1984     | 145    | Calgary, Alberta               | House show | In un torneo per riassegnare il titolo vacante, sconfissero in finale Bad News Allen e Cuban Assassin.                                                    |       |
| —                          | Vacante                                               | —     | 23 agosto 1984    | —      | —                              | —          | Il titolo fu reso vacante quando i campioni lasciarono la federazione per unirsi alla World Wrestling Federation.                                         |       |
| 133                        | Wayne Farris e Ron Starr                              | 1     | 25 ottobre 1985   | 105    | Calgary, Alberta               | House show | In un torneo per riassegnare il titolo vacante, sconfissero in finale Kerry Brown e Hubert Gallant                                                        |       |
| 134                        | Leo Burke (6) e Ron Ritchie                           | 1     | 7 febbraio 1986   | 0      | Calgary, Alberta               | House show | |       |
| —                          | Vacante                                               | —     | 7 febbraio 1986   | —      | —                              | —          | Il titolo fu reso vacante quando Burke e Ritchie fuggirono con le cinture.                                                                                |       |
| 135                        | Wayne Farris e Ron Starr                              | 2     | 21 febbraio 1986  | 8      | Calgary, Alberta               | House show | In uno spareggio per riassegnare il titolo contro Burke e Ritchie.                                                                                        |       |
| 136                        | Ben Bassarab e Chris Benoit                           | 1     | 1 marzo 1986      | 20     | Regina, Saskatchewan           | House show | |       |
| 137                        | Cuban Assassin (4) e Wayne Farris (3)                 | 1     | 21 marzo 1986     | 42     | Calgary, Alberta               | House show | |       |
| 138                        | Chris Benoit (2) e Keith Hart (9)                     | 1     | 2 maggio 1986     | 28     | Calgary, Alberta               | House show | |       |
| —                          | Vacante                                               | —     | 30 maggio 1986    | —      | —                              | —          | Il titolo fu reso vacante in seguito ad un finale controverso di una difesa titolata contro Duke Myers e Kerry Brown.                                     |       |
| 139                        | Duke Myers (6) e Kerry Brown (4)                      | 3     | 6 giugno 1986     | 64     | Calgary, Alberta               | House show | In uno spareggio per riassegnare il titolo contro Benoit e Hart.                                                                                          |       |
| 140                        | Ben Bassarab (2) e Owen Hart                          | 1     | 9 agosto 1986     | 55     | Edmonton, Alberta              | House show | |       |
| 141                        | Hiroshi Hase e Fumihiro Niikura                       | 1     | 3 ottobre 1986    | --     | Calgary, Alberta               | House show | |       |
| —                          | Vacante                                               | —     | gennaio 1987      | —      | —                              | —          | Il titolo fu reso vacante quando Niikura lasciò il territorio.                                                                                            |       |
| 142                        | Bruce Hart (3) e Brian Pillman                        | 1     | 5 aprile 1987     | 187    | Calgary, Alberta               | House show | In un torneo per riassegnare il titolo vacante, sconfissero in finale Cuban Assassin e Ron Starr                                                          |       |
| —                          | Vacante                                               | —     | 9 ottobre 1987    | —      | —                              | —          | Il titolo fu reso vacante in seguito ad un finale controverso di una difesa titolata contro Jerry Morrow e Makhan Singh.                                  |       |
| 143                        | Jerry Morrow (5) e Makhan Singh                       | 1     | 11 novembre 1987  | 2      | Great Falls, Montana           | House show | In uno spareggio per riassegnare il titolo contro Hart e Pillman.                                                                                         |       |
| 144                        | Bruce Hart (4) e Brian Pillman (2)                    | 2     | 13 novembre 1987  | 252    | Calgary, Alberta               | House show | |       |
| 145                        | Cuban Assassin (5) e Jerry Morrow (6)                 | 1     | 22 luglio 1988    | 77     | Calgary, Alberta               | House show | |       |
| 146                        | Chris Benoit (3) e Lance Idol                         | 1     | 7 ottobre 1988    | 21     | Calgary, Alberta               | House show | |       |
| 147                        | Cuban Assassin (6) e Jerry Morrow (7)                 | 2     | 28 ottobre 1988   | 40     | Calgary, Alberta               | House show | |       |
| 148                        | Dynamite Kid (6) e Davey Boy Smith (3)                | 2     | 7 dicembre 1988   | 23     | Calgary, Alberta               | House show | |       |
| 149                        | Makhan Singh (2) e Vokkan Singh                       | 1     | 30 dicembre 1988  | 99     | Calgary, Alberta               | House show | |       |
| 150                        | Chris Benoit (4) e Biff Wellington                    | 1     | 8 aprile 1989     | 62     | Calgary, Alberta               | House show | |       |
| 151                        | Bob Brown e Kerry Brown (5)                           | 1     | 9 giugno 1989     | 70     | Calgary, Alberta               | House show | |       |
| 152                        | Tatsumi Kitahara e Kensuke Sasaki                     | 1     | 18 agosto 1989    | 42     | Calgary, Alberta               | House show | |       |
| 153                        | Apocalypse e Destruction                              | 1     | 29 settembre 1989 | --     | Calgary, Alberta               | House show | |       |
| —                          | Disattivato                                           | —     | dicembre 1989     | —      | —                              | —          | Il titolo fu disattivato con la chiusura della federazione.                                                                                               |       |
| 154                        | Johnny Devine e Greg Pawluk                           | 1     | 4 febbraio 2000   | 126    | Calgary, Alberta               | House show | In un torneo per riattivare il titolo con la riapertura della federazione, sconfissero in finale Dick Raines e Tiger Mahatma Khan.                        |       |
| 155                        | Frank Einstein e Dick Raines                          | 1     | 9 giugno 2000     | --     | Calgary, Alberta               | House show | |       |
| —                          | Vacante                                               | —     | 2000              | —      | —                              | —          | Il titolo fu reso vacante per motivi non noti |       |
| 156                        | Bruce Hart (5) e Ted Hart                             | 1     | 5 aprile 2002     | --     | Calgary, Alberta               | House show | In un torneo per riassegnare il titolo vacante, sconfissero in finale Apocalypse e Dave Swift                                                             |       |
| 157                        | Bruce Hart (6) e T.J. WIlson                          | 1     | aprile 2002       | --     | --                             | --         | Quando Ted Hart subì un infortunio, Bruce scelse Wilson come nuovo partner.                                                                               |       |
| Storia del titolo non nota |                                                       |       |                   |        |                                |            | |       |
| 158                        | Apocalypse (2) e Harry Smith                          | 1     | 26 marzo 2004     | --     | Calgary, Alberta               | House show | |       |
| —                          | Vacante                                               | —     | aprile 2004       | —      | —                              | —          | Il titolo fu reso vacante quando i campioni si divisero.                                                                                                  |       |
| 159                        | Apocalypse (3) e Dave Swift                           | 1     | 4 aprile 2004     | 54     | Calgary, Alberta               | House show | In uno spareggio per riassegnare i titolo vacanti contro Johnny Devine e Harry Smith.                                                                     |       |
| 160                        | Harry Smith (3) e Kirk Melnick                        | 1     | 28 maggio 2004    | 175    | Calgary, Alberta               | House show | |       |
| 161                        | Duke Durango e Karnage                                | 1     | 19 novembre 2004  | 105    | Calgary, Alberta               | House show | |       |
| 162                        | Gama Singh Jr. e Tiger Raj Singh                      | 1     | 4 marzo 2005      | 245    | Calgary, Alberta               | House show | |       |
| 163                        | Ravenous Randy e Pyro Pete Wilson                     | 1     | 4 novembre 2005   | 42     | Calgary, Alberta               | House show | |       |
| 164                        | Gama Singh Jr. e Tiger Raj Singh                      | 2     | 16 dicembre 2005  | 196    | Calgary, Alberta               | House show | |       |
| 165                        | Duke Durango (2) e Chris Steele                       | 1     | 30 giugno 2006    | 28     | Calgary, Alberta               | House show | |       |
| 166                        | Juggernaut e Pete Wilson (2)                          | 1     | 28 luglio 2006    | 105    | Calgary, Alberta               | House show | |       |
| 167                        | Juggernaut (2) e T.J. Wilson (2)                      | 1     | 10 novembre 2006  | 92     | --                             | --         | Quando Pete Wilson subì un infortunio, Juggernaut scelse T.J. Wilson come nuovo partner.                                                                  |       |
| 168                        | Dusty Adonis e Michael Avery                          | 1     | 10 febbraio 2007  | 279    | Calgary, Alberta               | House show | Adonis e Avery persero un incontro titolato contro Juggernaut e Wilson, ma il cambio di titolo non avvenne perché Wilson avrebbe lasciato la federazione. |       |
| 169                        | Michael Avery (2) e T.J. Wilson (2)                   | 1     | 16 novembre 2007  | --     | Calgary, Alberta               | House show | |       |
| —                          | Disattivato                                           | —     | aprile 2008       | —      | —                              | —          | Il titolo fu disattivato con la chiusura della federazione.                                                                                               |       |